# Dylówki
Dylówki (722 m n.p.m.) – mało wybitna przełęcz w Paśmie Klimczoka i Szyndzielni w Beskidzie Śląskim. Znajduje się w północnym ramieniu Szyndzielni i oddziela właściwy masyw Szyndzielni od grzbietu górskiego schodzącego przez Cyberniok i Dębowiec nad Kamienicę.
Rejon przełęczy i jej stoki porasta las. Spod wschodnich stoków Dylówek spływa jeden z cieków źródłowych potoku Olszówka, stoki zachodnie opadają do dolinki Żydowskiego Potoku. Przełęcz znajduje się w granicach miasta Bielsko-Biała. Nie ma znaczenia jako przejście z górnej części doliny Olszówki (na wschodzie) do dolinki Żydowskiego Potoku (na zachodzie).

## Szlaki turystyczne
Grzbietem przez przełęcz wiedzie pieszy, zielony szlak turystyczny z Olszówki Górnej na Szyndzielnię, zaś na przełęcz z Olszówki Górnej wyprowadzają znaki niebieskie. Stokiem po wschodniej stronie grzbietu, tuż poniżej przełęczy, wiedzie droga dojazdowa do schroniska na Szyndzielni, którą biegnie szlak czerwony z Olszówki Dolnej na Szyndzielnię oraz czerwono znakowana narciarska trasa zjazdowa.